# Olympische Sommerspiele 1904/Turnen
Bei den III. Olympischen Spielen 1904 in St. Louis fanden elf Wettkämpfe im Gerätturnen statt. Austragungsort war das Innenfeld des Stadions Francis Field. Das Programm war zweigeteilt; am 1. und 2. Juli wurden die Mehrkampfdisziplinen bestritten (als Internationales Wettturnen bezeichnet), am 28. Oktober die einzelnen Gerätedisziplinen (AAU Gymnastics Championships). Letztere waren eigentlich als amerikanische Meisterschaften der Amateur Athletic Union ausgeschrieben. Da aber auch Ausländer teilnahmeberechtigt gewesen wären, gelten diese ebenfalls als olympisch.

## Bilanz

### Medaillenspiegel
| Platz  | Land               | Gold | Silber | Bronze | Gesamt |
| ------ | ------------------ | ---- | ------ | ------ | ------ |
| 1      | Vereinigte Staaten | 12   | 8      | 9      | 29     |
| 2      | Deutsches Reich    | 1    | 1      | 2      | 4      |
| Gesamt | Gesamt             | 13   | 9      | 11     | 33     |

### Medaillengewinner
| Disziplin                                    | Gold | Silber | Bronze |
| -------------------------------------------- | --- | --- | --- |
| Barren                                       | George Eyser (USA) | Anton Heida (USA) | John Duha (USA) |
| Pauschenpferd                                | Anton Heida (USA) | George Eyser (USA) | William Merz (USA) |
| Reck                                         | Anton Heida (USA) Edward Hennig (USA)                                                                                    | nicht vergeben | George Eyser (USA) |
| Ringe                                        | Herman Glass (USA) | William Merz (USA) | Emil Voigt (USA) |
| Sprung                                       | Anton Heida (USA) George Eyser (USA)                                                                                     | nicht vergeben | William Merz (USA) |
| Einzelmehrkampf (Internationales Wettturnen) | Julius Lenhart (USA) | Wilhelm Weber (GER) | Adolf Spinnler (GER) |
| Mannschaftsmehrkampf                         | Vereinigte StaatenTurngemeinde Philadelphia John Grieb Anton Heida Max Hess Philipp Kassel Julius Lenhart Ernst Reckeweg | Vereinigte StaatenNew York Turnverein Emil Beyer John Bissinger Arthur Rosenkampff Julian Schmitz Otto Steffen Max Wolf | Vereinigte StaatenCentral Turnverein Chicago John Duha Charles Krause Robert Maysack George Mayer Edward Siegler Philip Schuster |
| Tauhangeln                                   | George Eyser (USA) | Charles Krause (USA) | Emil Voigt (USA) |
| Keulenschwingen                              | Edward Hennig (USA) | Emil Voigt (USA) | Ralph Wilson (USA) |
| Turnerischer Dreikampf                       | Adolf Spinnler (GER) | Julius Lenhart (USA) | Wilhelm Weber (GER) |
| Einzelmehrkampf (4 Disziplinen)              | Anton Heida (USA) | George Eyser (USA) | William Merz (USA) |
| Einzelmehrkampf (Field Sports)               | Max Emmerich (USA) | John Grieb (USA) | William Merz (USA) |

## Ergebnisse

### Einzelmehrkampf (Internationales Wettturnen)
| Platz | Land | Sportler       | Punkte |
| ----- | ---- | -------------- | ------ |
| 1     | USA  | Julius Lenhart | 69,80  |
| 2     | GER  | Wilhelm Weber  | 69,10  |
| 3     | GER  | Adolf Spinnler | 67,99  |
| 4     | GER  | Ernst Mohr     | 67,90  |
| 5     | GER  | Otto Wiegand   | 67,82  |
| 6     | USA  | Otto Steffen   | 67,03  |
| 7     | GER  | Hugo Peitsch   | 66,66  |
| 8     | USA  | John Bissinger | 66,57  |

Datum: 1. und 2. Juli 1904 

119 Teilnehmer aus 3 Ländern
Der Einzelmehrkampf bestand aus zwölf Teilen, deren Einzelergebnisse zusammengezählt wurden. Zu den neun turnerischen Übungen gehörten je zwei Pflicht- und eine Kürübung am Barren, am Reck und beim Pferdsprung. Hinzu kamen drei Disziplinen der Leichtathletik: Weitsprung, Kugelstoßen und ein Lauf über 100 Yards (91,44 m). Auf den ersten fünf Plätzen lagen Teilnehmer aus Mitteleuropa.
Auf jedem Turngerät konnten maximal 15 Punkte erzielt werden. Bei den leichtathletischen Übungen kamen Richtwerte zur Anwendung (5,48 Meter im Weitsprung, 9,14 Meter im Kugelstoßen und 11,0 Sekunden im 100-Yards-Lauf). Bei deren Erreichen wurden zehn Punkte vergeben, bessere Leistungen jedoch nicht berücksichtigt.

### Einzelmehrkampf (4 Disziplinen, AAU Gymnastics Championships)
| Platz | Land | Sportler      | Punkte |
| ----- | ---- | ------------- | ------ |
| 1     | USA  | Anton Heida   | 161    |
| 2     | USA  | George Eyser  | 152    |
| 3     | USA  | William Merz  | 135    |
| 4     | USA  | John Duha     | k. A.  |
| 5     | USA  | Edward Hennig | k. A.  |

Datum: 28. Oktober 1904 

Teilnehmerzahl unbekannt
Der Einzelmehrkampf der AAU Gymnastics Championships errechnete sich aus der Summe der Einzelleistungen in den Disziplinen Barren, Reck, Seitpferd und Pferdsprung. Die Übungen bestanden jeweils aus zwei Pflichtteilen und einem Kürteil. Nur fünf Teilnehmer sind namentlich bekannt.

### Mannschaftsmehrkampf
| Platz | Land | Sportler | Punkte |
| ----- | ---- | --- | ------ |
| 1     | USA  | Turngemeinde Philadelphia John Grieb (55,21), Anton Heida (62,72), Max Hess (59,29), Philipp Kassel (64,66), Julius Lenhart (69,80), Ernst Reckeweg (56,15)         | 370,13 |
| 2     | USA  | New York Turnverein Emil Beyer (59,70), John Bissinger (66,57), Arthur Rosenkampff (48,34), Julian Schmitz (54,58), Otto Steffen (67,03), Max Wolf (57,85)          | 356,37 |
| 3     | USA  | Central Turnverein Chicago John Duha (61,02), Charles Krause (53,01), Robert Maysack (54,53), George Mayer (61,66), Edward Siegler (59,03), Philip Schuster (55,44) | 352,79 |
| 4     | USA  | Concordia Turnverein St. Louis | 344,01 |
| 5     | USA  | South St. Louis Turnverein | 338,32 |
| 6     | USA  | Norwegier Turnverein Brooklyn | 338,00 |
| 7     | USA  | Turnverein Vorwärts Chicago | 329,68 |
| 8     | USA  | Turngemeinde Davenport | 325,52 |
| 9     | USA  | La Salle Turnverein Chicago | 318,13 |
| 10    | USA  | Turnverein Passaic | 318,13 |
| 11    | USA  | Turnverein Milwaukee | 286,97 |
| 12    | USA  | Sozialer Turnverein Detroit | 273,65 |
| 13    | USA  | Turnverein Vorwärts Cleveland | 271,84 |

Datum: 1. und 2. Juli 1904 

78 Teilnehmer aus 1 Land
Dieser Wettbewerb war für Vereinsmannschaften ausgeschrieben und errechnete sich aus den Leistungen der Einzelturner. Insgesamt nahmen 13 amerikanische Vereinsmannschaften mit je sechs Turnern teil. Die Teilnahme ausländischer Vereine wäre grundsätzlich möglich gewesen, es waren jedoch keine anwesend. Fast alle Teilnehmer waren Amerikaner deutscher Herkunft, die Vereine trugen ausschließlich deutsche Namen.

### Turnerischer Dreikampf
| Platz | Land | Sportler            | Punkte |
| ----- | ---- | ------------------- | ------ |
| 1     | GER  | Adolf Spinnler      | 43,49  |
| 2     | USA  | Julius Lenhart      | 43,00  |
| 3     | GER  | Wilhelm Weber       | 41,60  |
| 4     | GER  | Hugo Peitsch        | 41,56  |
| 5     | GER  | Otto Wiegand        | 40,82  |
| 6     | USA  | Otto Steffen        | 39,53  |
| 7     | USA  | William Andelfinger | 39,03  |
| 8     | USA  | Andreas Kempf       | 38,97  |

Datum: 1. und 2. Juli 1904 

119 Teilnehmer aus 3 Ländern
Dieser Wettbewerb (manchmal auch „Turnerischer Neunkampf“ genannt) errechnete sich aus der Summe der Einzelleistungen in den turnerischen Disziplinen des Mehrkampfwettbewerbs (je drei Übungen am Barren, am Reck und beim Pferdsprung).

### Barren
| Platz | Land | Sportler      | Punkte |
| ----- | ---- | ------------- | ------ |
| 1     | USA  | George Eyser  | 44     |
| 2     | USA  | Anton Heida   | 43     |
| 3     | USA  | John Duha     | 40     |
| 4     | USA  | Edward Hennig | k. A.  |
| 4     | USA  | William Merz  | k. A.  |

Datum: 28. Oktober 1904 

Es nahmen neun Turner teil, von denen jedoch nur fünf namentlich bekannt sind.

### Pferdsprung
| Platz | Land | Sportler      | Punkte |
| ----- | ---- | ------------- | ------ |
| 1     | USA  | Anton Heida   | 36     |
| 1     | USA  | George Eyser  | 36     |
| 3     | USA  | William Merz  | 31     |
| 4     | USA  | John Duha     | k. A.  |
| 4     | USA  | Edward Hennig | k. A.  |

Datum: 28. Oktober 1904 

Es nahmen neun Turner teil, von denen jedoch nur fünf namentlich bekannt sind.

### Reck
| Platz | Land | Sportler      | Punkte |
| ----- | ---- | ------------- | ------ |
| 1     | USA  | Anton Heida   | 40     |
| 1     | USA  | Edward Hennig | 40     |
| 3     | USA  | George Eyser  | 39     |
| 4     | USA  | John Duha     | k. A.  |
| 4     | USA  | William Merz  | k. A.  |

Datum: 28. Oktober 1904 

Es nahmen neun Turner teil, von denen jedoch nur fünf namentlich bekannt sind.

### Ringe
| Platz | Land | Sportler     | Punkte |
| ----- | ---- | ------------ | ------ |
| 1     | USA  | Herman Glass | 45     |
| 2     | USA  | William Merz | 35     |
| 3     | USA  | Emil Voigt   | 32     |

Datum: 28. Oktober 1904 

Es nahmen zehn Turner teil, von denen nur drei namentlich bekanntlich sind.

### Seitpferd
| Platz | Land | Sportler      | Punkte |
| ----- | ---- | ------------- | ------ |
| 1     | USA  | Anton Heida   | 42     |
| 2     | USA  | George Eyser  | 33     |
| 3     | USA  | William Merz  | 29     |
| 4     | USA  | John Duha     | k. A.  |
| 4     | USA  | Edward Hennig | k. A.  |

Datum: 28. Oktober 1904 

Es nahmen neun Turner teil, von denen jedoch nur fünf namentlich bekannt sind.

### Tauhangeln
| Platz | Land | Sportler       | Zeit (s) |
| ----- | ---- | -------------- | -------- |
| 1     | USA  | George Eyser   | 7,0      |
| 2     | USA  | Charles Krause | 7,8      |
| 3     | USA  | Emil Voigt     | 9,8      |

Datum: 28. Oktober 1904 

Die genaue Anzahl der Teilnehmer ist nicht bekannt. Geklettert wurde an einem 25 Fuß (7,62 m) langen Seil.

### Keulenschwingen
| Platz | Land | Sportler      | Punkte |
| ----- | ---- | ------------- | ------ |
| 1     | USA  | Edward Hennig | 13,0   |
| 2     | USA  | Emil Voigt    | 9,0    |
| 3     | USA  | Ralph Wilson  | 5,0    |

Datum: 28. Oktober 1904 

Die genaue Anzahl der Teilnehmer ist nicht bekannt. Die Keulen wogen drei britische Pfund (1,359 kg).